# Stolp Starduster Too
Stolp Starduster Too SA300 je dvousedadlový dvouplošník domácí výroby s pevným podvozkem. Práva na prodej výrobních plánů vlastní společnost Aircraft Spruce & Specialty Co.

## Konstrukce a vývoj

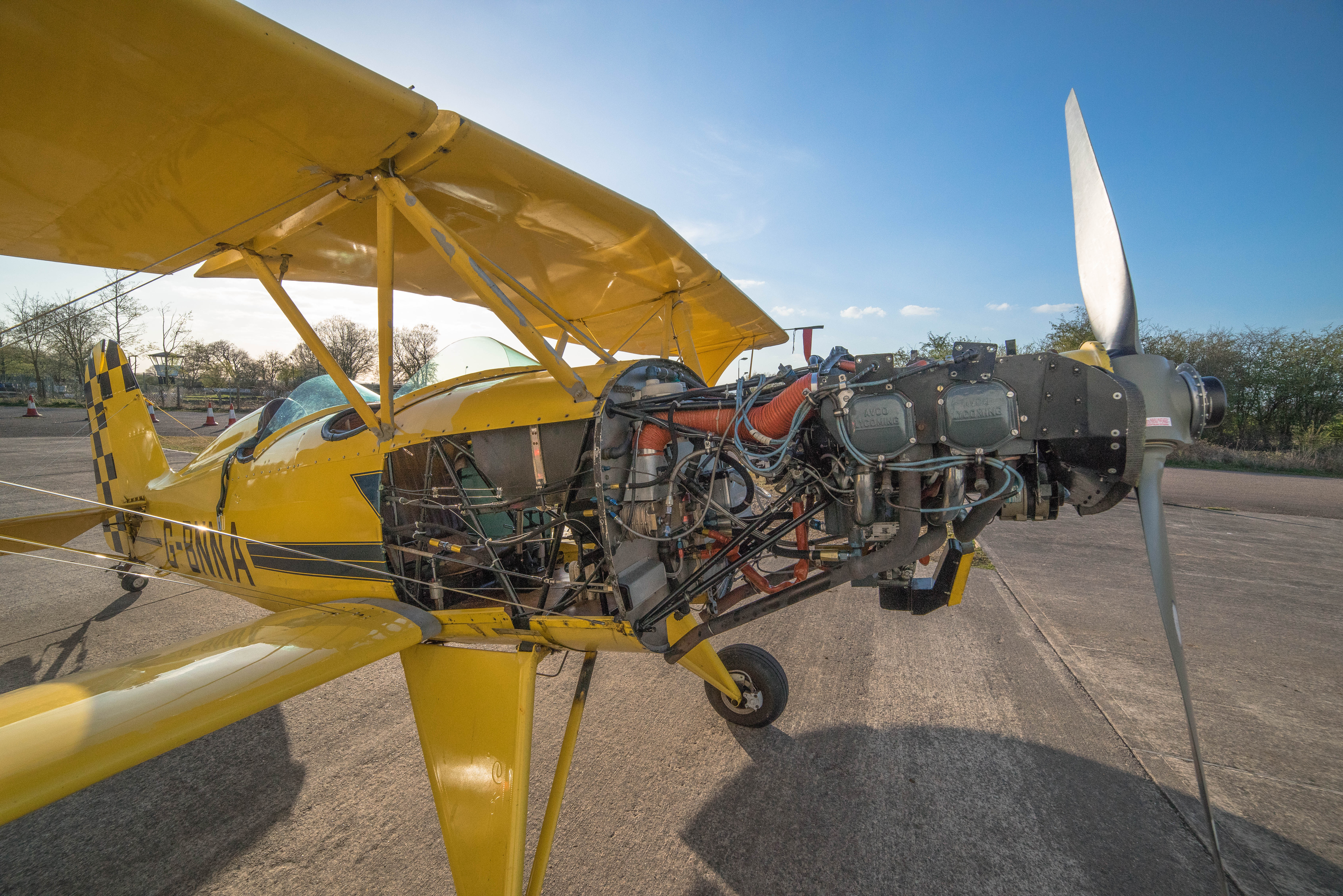
Stolp SA-300 Starduster Too s odhaleným motorem Lycoming

Starduster Too byl vyvinut jako ekonomický dvousedadlový sportovní dvojplošník se schopností odolávat přetížení od +6g do -6g.  Ačkoliv nebylo záměrem jej používat pro akrobatické soutěže je schopno provádět základní akrobatické obraty.
Trup je vyroben z ocelových trubek potažených plátnem. Nosníky křídel jsou vyrobeny ze smrkového dřeva a žebra z překližky. Základní motor je Lycoming O-360 o výkonu 180 koní (134 kW) ale byly postaveny také verze s motory Lycoming IO-540, Ranger, Ford V-8 and V-6, Continental, Jacobs a dokonce Pratt & Whitney R-985.

## Historie provozu

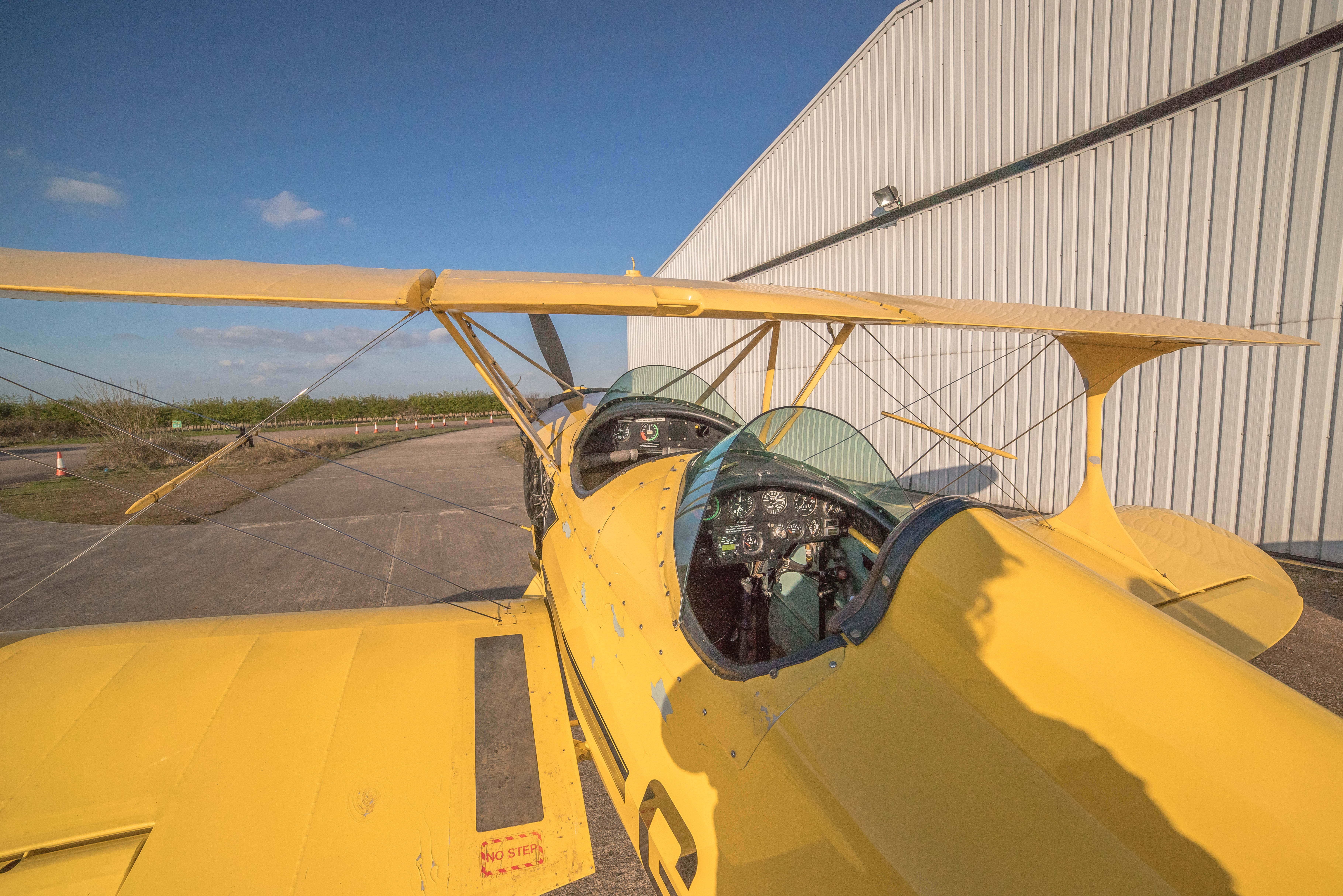
Stolp SA-300 Starduster Too s náhledem na přístrojovou desku

Starduster Too je populární konstrukce po domácku vyráběného dvojplošníku. Je zaznamenáno několik kusů s více než 2 500 nalétanými hodinami a jeden s více než 5 000 hodinami.

## Varianty
Stolp Acroduster a Stolp Acroduster Too byly typy následující po Stardusteru. Byly menší o 10 % a snesly přetížení až 9 G. První zmíněný byl zaregistrován jako Schrack-Stolp Super Starduster Too.
Jeden upravený exemplář Stardusteru Too měl zatažitelný podvozek a uzavíratelnou kabinu. Tento letoun pojmenovaný "Samsong" dosahoval cestovní rychlosti 240 km/h a měl dolet téměř 1400 km s plnými nádržemi paliva o celkovém obsahu 170 litrů. Namontovaný zatažitelný podvozek byl upravený typ z letadla Cessna 140.

## Specifikace Stardusteru Too
- Kapacita: 2
- Délka: 6,27 m
- Rozpětí křídel: 7,3 m
- Výška: 2,21 m
- Plocha křídel: 15,3 m²
- Profil křídla: M6
- Prázdná hmotnost: 454 kg
- Celková hmotnost: 773 kg

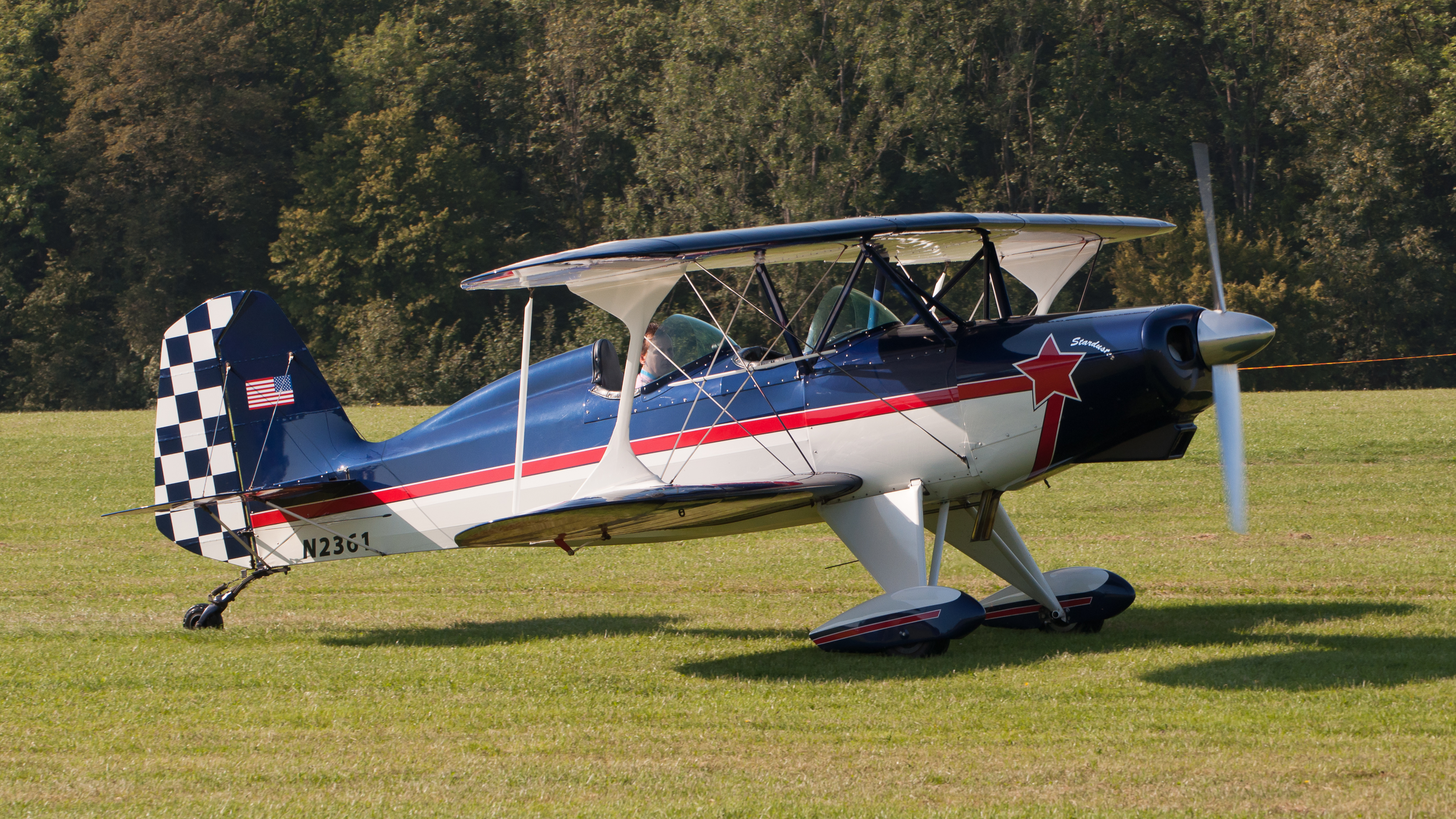
Stolp SA.300 Starduster Too s motorem Lycoming I0-360

- Obsah nádrží: 106 l v trupu a 57 l v křídlech; celkem 163 l
- Motor: 1 × Lycoming O-360, 180 k (130 kW)

### Výkon
- Maximální rychlost: 290 km/h
- Cestovní rychlost: 216 km/h
- Pádová rychlost: 90 km/h
- Dostup: 7 000 m
- G limit: +/- 6
- Rychlost otáčení okolo podélné osy: 120° za sekundu
- Stoupavost: 7,6 m/s